# Passiflora caucaense
Passiflora caucaense är en passionsblomsväxtart som beskrevs av Holm-nielsen. Passiflora caucaense ingår i släktet passionsblommor, och familjen passionsblomsväxter. Inga underarter finns listade i Catalogue of Life.